# 조시반도
조시반도(일본어: 銚子半島, ちょうしはんとう)는 일본 간토지방 최동단에 위치한 반도이다. 태평양과 면해 있으며 행정구역상으로는 지바현 조시시에 속한다.

## 지리
조시반도의 동쪽 끝은 이누보곶 (犬吠埼)과 나가사키하나 (長崎鼻)가 있으며, 북쪽으로는 도네강,  남쪽은 뵤부가우라만 (屏風ヶ浦), 서쪽은 가이간평야 (海岸平野)를 거쳐 시모사 대지 (下総台地)로 이어진다. 반도의 규모는 동서 10km, 남북 2km (조시 시가지 인근 기준)~3km (최동단)이다.
옛날에는 태평양에 노출된 사암과 안산암으로 형성된 이누보곶 암석지대 (犬吠埼岩場)가 자리했고 그 주변으로는 바다로 둘러싸여 있었으나, 도네강과 그 지류의 퇴적물로 육지가 형성되었다. 이와 함께 그전까지 주로 에도강으로 흐르고 있었던 도네강이 중세 에도시대의 도네강 개수사업으로 지금의 모습대로 바뀌면서, 조시반도의 육지화가 한층 더 진행되어, 지금과 같은 모습의 반도가 형성되었다. 이러한 사실은 조시시에 위치한 지질박물관인 조시 지오파크 (銚子ジオパーク)에서도 소개하고 있다.
동쪽 해안가의 구로나마 (黑生)에서 상술한 나가사키하나 (長崎鼻)까지의 지층은 약 1억 3000만년 전~1억년 전에 형성된 지층이다. 특히 이누보곶의 지층연대는 1억 2000만년 전의 지층으로, 해저의 흔적을 많이 찾아볼 수 있는 학술적으로도 귀중한 증표로 남아 있다. 이 때문에 2002년 일본 정부에서 '이누보곶의 백악기 연안 퇴적물' (犬吠埼の白亜紀浅海堆積物)이란 이름으로 국가 천연기념물로 지정하기도 했으며, 2007년 발간된 <일본의 지질백선> (日本の地質百選)에도 선정되었다. 지층의 일부는 산책로 위에서도 가까이 관찰하는 것이 가능하며, 사암과 이암 호층의 형태가 보인다.

## 산업
조시반도의 서쪽에는 도네강의 퇴적층을 따라 논밭이 형성되어 있다. 이누보곶에서 뵤부가우라만에 이르는 해안가는 1959년 스이고츠쿠바 국정공원 (水郷筑波国定公園)으로 지정된 경승지로 관광객이 많이 찾는다. 다만 조시반도 전체로 따지면 이 지역의 주요 산업은 수산업과 간장 생산이다.
이누보곶 앞바다는 남쪽의 쿠로시오 해류가 북쪽의 오야시오 해류와 부딪혀 섞이는 곳으로 동쪽의 연안지대로 방향을 바꿀 뿐만 아니라, 도네강에서 풍부한 유기물을 포함한 민물이 유입되면서 좋은 어장을 형성하고 있기 때문에 수산업이 발달해 있다. 이에 대해선 근세 에도시대에 기이국 (지금의 일본 중부 와카야마현)에서 온 어부들이 외천어항을 정비해, 정어리를 잡아 비료의 원료인 '호시카' (干鰯)로 가공 판매하여 큰돈을 벌었던 역사가 전해져 내려온다.
마찬가지로 에도 시대에 간장 제조도 시작되어, 일본식 간장의 주재료인 콩과 밀, 모로미 (諸味)와 더불어 풍미가 좋은 간장을 생산하는 곳으로 거듭나 명성이 높아지면서 이후에 양조산업이 큰 발전을 이루게 되었다.
조시반도 북쪽에 있는 조시 어항 (銚子漁港)은 메이지 시대 이후 대규모 어항으로 발달하였으며, 어획량으로는 일본 전국 1위에 올라 있다.

## 교통
조시 전철 (조시역~도카와역)이 조시반도의 동서를 잇고 있다.
조시반도 남쪽의 조시 대교 앞 교차로는 일본 국도 124호 (~가시마시~미토시 [종점]), 국도 126호 (~도가네시~지바시 [종점]), 국도 356호 (~아손자시 [종점])가 모이는 곳으로 세 국도의 기점으로 자리해 있다.

## 같이 보기
- 일본의 지리
- 지바현의 관광
- 스이고츠쿠바 국정공원
- 조시시
- 이누보곶
- 나가사키하나
- 뵤부가우라만
- 조시 전기철도